# Svenska hamnarbetarförbundet

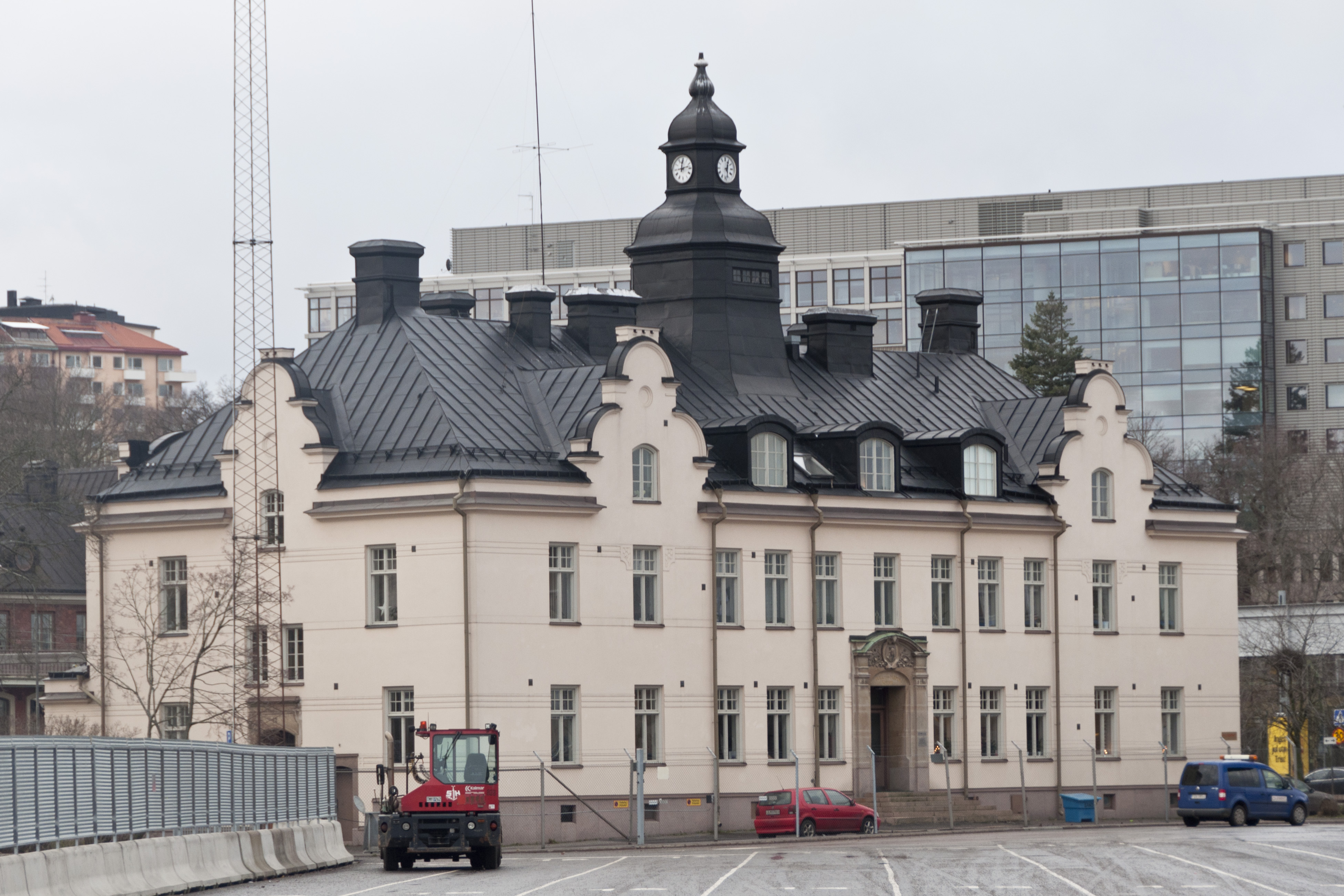
Stockholmskansliet i Kommunalhuset, Värtan

Svenska hamnarbetarförbundet är ett fackförbund för arbetare inom hamn- och stuverinäringen i Sverige. Förbundet bildades i Örnsköldsvik 1972. Idag har det sitt huvudkontor i Göteborg och omfattar 14 avdelningar med medlemmar i 24 hamnar samt på land- och flygterminaler inom landet. 
Svenska hamnarbetarförbundet är ett fristående fackförbund som inte ingår i någon riksorganisation såsom LO eller SAC. Förbundet är medlemmar i organisationen IDC (International Dockworkers Council) och har genom det ett starkt kontaktnät som sträcker sig över hela världen.
Förbundet ger ut tidningen Hamnarbetaren. 

## Uppmärksammade konflikter
1974 och 1980 strejkade förbundet i hela landet för att få teckna ett eget kollektivavtal, istället för att förbundets medlemmar skulle jobba under Svenska Transportarbetareförbundets avtal.   
Under strejken 1974 spelades skivan Stöd de strejkande hamnarbetarna in till förmån för förbundets strejkkassa.
Förbundets avdelning 4 (den så kallade Hamnfyran) hade mellan 2016 och 2019 en uppmärksammad konflikt med arbetsgivaren APM Terminals i containerhamnen i Göteborg. Detta sedan företaget beslutat att från och med den 1 januari 2016 inte längre föra fackliga förhandlingar med Hamnfyran, trots att dessa representerade majoriteten av hamnarbetarna på arbetsplatsen. Under konflikten tog förbundet emot 1,1 miljon kronor i donationer från allmänheten till strejkkassan. Den 5 mars 2019 avslutades konflikten med att Svenska hamnarbetarförbundet för första gången tecknade ett kollektivavtal.